# Planalto Paulista
La Meseta Paulista (en portugués: Planalto Paulista) es una región geográfica del Estado de São Paulo localizada entre la Serra do Mar y la ciudad de Campinas. 
La región es, desde los inicios de la colonización, la más importante del Estado de São Paulo tanto política como económicamente (desde los tiempos de la Capitanía de São Vicente hasta la actualidad), en gran parte debido a su localización privilegiada y características como sus campos en vez de bosques densos.